# Regione delle Terre Alte
La  regione delle Terre Alte  è una regione della Papua Nuova Guinea.

## Suddivisioni
È composta da 5 province:
- Altopiani Occidentali
- Altopiani Orientali
- Altopiani del Sud
- Chimbu
- Enga